# Palau del Quirinal

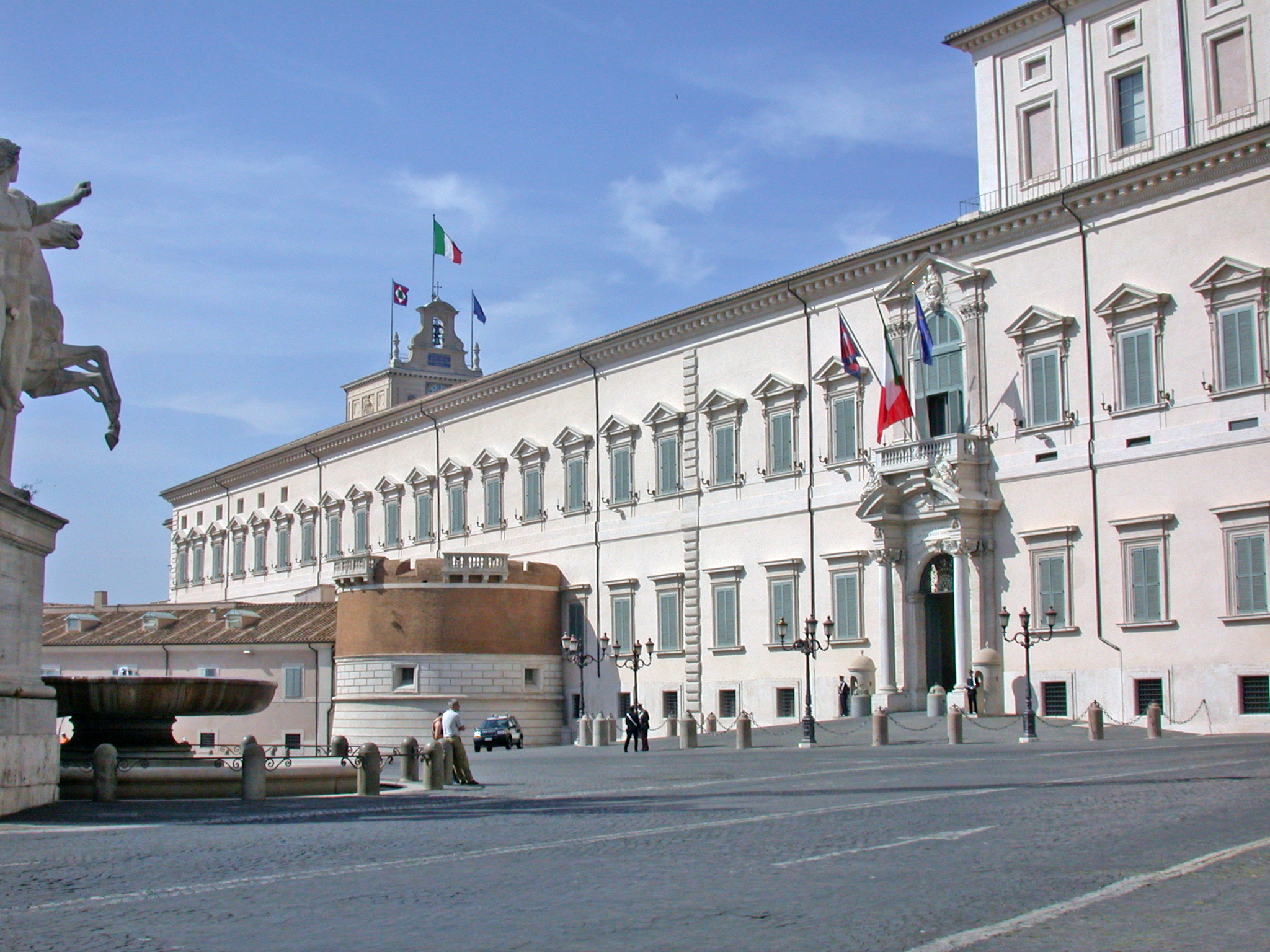
Façana del Palau del Quirinal

El Palau del Quirinal (en italià Palazzo del Quirinale) és la residència oficial del president de la República Italiana a la capital de l'estat, Roma. El palau rep el nom del turó sobre el qual se situa, el Quirinal, un dels set turons que formaven l'antiga Roma.
Iniciada la construcció l'any 1573 per ordre del papa Gregori XIII, està situat sobre l'antiga Via del Quirinale i davant de l'anomenada Piazza del Quirinale. Durant l'època papal (1573-1871), el palau fou emprat com a residència estival del pontífex a Roma.
Amb l'ocupació dels Estats Pontificis l'any 1860 i la posterior ocupació del Laci i de Roma, el Palau del Quirinal quedà sota la jurisdicció del nou Regne d'Itàlia. L'any 1871, Roma es convertia en la capital del nou regne i el Quirinal fou convertit en la residència oficial del monarca.
Malgrat haver-se convertit en residència oficial de la família reial, els monarques italians tendiren a utilitzar el palau en comptades ocasions i sempre per obligacions d'estat. Especialment el rei Víctor Manuel III visqué fora del Quirinal.
Amb l'abolició de la monarquia l'any 1946, el Palau del Quirinal esdevingué propietat de l'Estat i immediatament es convertí en la residència oficial del president de la República a la ciutat de Roma. Actualment es permet la visita palatina en dies de festa nacional.
Arquitectònicament, la façana del Palau fou ideada per Domenico Fontana. La Gran Capella, que és la sala més remarcable del conjunt, fou dissenyada per Carlo Maderno. El palau conté frescos de Guido Reni i de Melozzo da Forlì. També són destacables els jardins d'estil divuitesc. Amb la conversió en palau reial l'any 1871, l'edifici s'enriquí considerablement de mobiliari i peces de gran valor artístic provinents d'altres palaus italians.

## Col·leccions
Des de 1946 tota la vaixella de plata i coberts per l'alta representació de la Presidència cerimonial de la República, són les més antigues de plata de disseny italià empresa Cesa 1882 que són una col·lecció única.